# Años 590 a. C.
Los años 590 antes de Cristo transcurrieron entre los años 599 a. C. y 590 a. C.

Safo y Alceo de Mitilene, por Lawrence Alma-Tadema (1881).

## Acontecimientos
- 598 a. C.: 
  - El rey babilonio Nabucodonosor II conquista Jerusalén, capital de Judá, y envía al exilio en Babilonia a la clase superior judaica. El exilio había sido anunciado por los profetas mucho tiempo atrás como castigo divino.[1]
  - Jeconías sucede a Joaquim como rey de Judá.
- 16 de marzo de 597 a. C. — Los babilonios toman Jerusalén, reemplazan a Jeconías con Sedecías como rey.
- 597 a. C. — Exilio de destacados judíos como Ezequiel a Babilonia.
- 595 a. C. — Psamético II sucede a Necao II como faraón de Egipto.
- 595 a. C.: Nabucodonosor II combate contra un rey de Elam.
- 595 a. C. — en la China de la dinastía Zhou, el estado de Jin fue derrotado por el estado de Chu en la batalla de Bi.
- 594 a. C.: 
  - Los líderes de Atenas, enfrentados a una crisis económica y al descontento popular, nombran al estadista-poeta Solón arconte epónimo para instituir reformas democráticas y revivir la constitución del país, extendiendo la ciudadanía a los hombres varones de muchas clases. Modificación en sentido timocrático.
  - Solón es nombrado arconte de Atenas. Promulga una constitución que sentará las bases de la democracia, reduce los privilegios de la nobleza, prohíbe la esclavitud de los campesinos y adelanta una codificación del derecho.[1]
- 593 a. C. — Exilio de Safo y de Alceo de Mitilene en Sicilia.
- 592 a. C. — Un ejército egipcio saquea Napata, obligando a la corte cushita a trasladarse a una ubicación más segura en Meroe cerca de la sexta catarata del Nilo.[2]
- 590 a. C.: En su "canción de Gerión", Estesícoro sitúa a esta figura legendaria en Tartessos, en lo que es la primera referencia literaria a Tartessos.
- A partir de 590 a. C. los poblados mineros de Huelva se van abandonando.

## Personas destacadas
- 599 a. C. — Nace Vardhamana Mahavira, último Tirthankar del jainismo.
- Nabucodonosor II (625-582 a. C.)